# Oliver Hardy
Pour les articles homonymes, voir Oliver et Hardy.
Oliver Hardy, né le 18 janvier 1892 à Harlem dans l'État de Géorgie (États-Unis) et mort le 7 août 1957 à North Hollywood (Los Angeles), est un acteur de cinéma et chanteur américain. Il forme avec Stan Laurel le duo comique Laurel et Hardy.

## Biographie

### Avant sa carrière d'acteur
Oliver Norvell Hardy est né dans une famille nombreuse. À l'âge de 2 ans, Hardy perd son père, juriste d'origine anglaise, et sera élevé par sa mère Emilly Norvell qui, elle, a des racines écossaises. Il suit une scolarité normale et se passionne pour le chant lyrique. Sa mère l'encourage, mais la perspective de devenir chanteur professionnel ne l'enchante guère. Il poursuit son cursus scolaire et décroche son diplôme d'avocat — profession qu'il n'exercera pas.
En 1910, Hardy découvre le cinéma, il ouvre dans la foulée une salle de cinéma.
La nuit, « Babe » (surnom de Hardy) chante dans les cabarets.

### Carrière d'acteur en solo

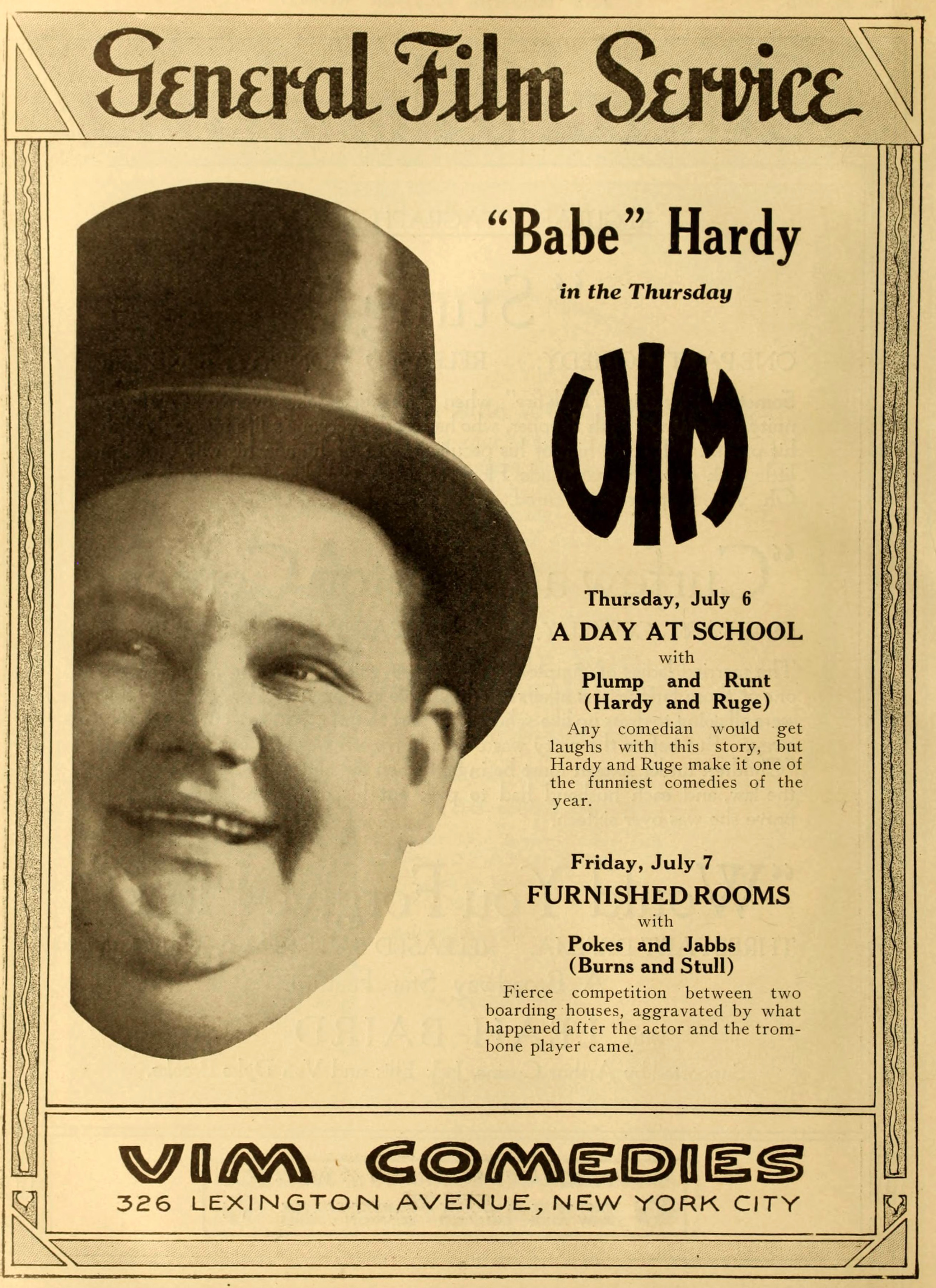
Oliver Hardy dans A Day at School (1916)

En 1919, Oliver Hardy rejoint les Studios de la Vitagraph Company of America où il va seconder Jimmy Aubrey dans ses comédies. Ce dernier est l'acteur phare du studio et tourne à un rythme effréné. En un peu plus d'un an, Babe (son nom de scène) joue à ses côtés dans près de 25 films, d'abord réalisés par Noel M. Smith, puis Jess Robbins lorsque le premier quitte la Vitagraph.
Il retrouve aussi Charley Chase, rencontré à la King-Bee et qu'il avait suivi à la L-KO.
C'est aussi à la Vitagraph qu'il rencontre Larry Semon écrit, réalise et joue ses propres comédies. Engagé comme scénariste puis réalisateur en 1916 à la Vitagraph, c'est lui qui à l'époque fait tourner Jimmy Aubrey. À partir de 1919, il ne tourne plus que ses propres films et donne souvent des rôles à Oliver Hardy, qui tiendra ainsi le rôle de « Tin Woodman » (le bûcheron en fer blanc) dans Le Sorcier d'Oz (The Wizard of Oz - 1925), une adaptation cinématographique long métrage du roman pour enfants Le Magicien d'Oz.

### Carrière d'acteur avec Stan Laurel
C'est en 1919 qu'il tourne pour la première fois aux côtés de Stan Laurel. Le Veinard (The Lucky Dog), une comédie muette de Jess Robbins, un film d'essai en vue de réaliser une série de courts métrages dont Stan Laurel jouerait le rôle-titre, ne sera diffusé qu'en 1922. Oliver Hardy y interprète un voleur qui, par méprise, se fait déposséder par Stan Laurel du fruit de son larcin et tente de se venger.

### Vie personnelle
Oliver Hardy s'est marié à trois reprises :
- avec Madelyn Saloshin du 7 novembre 1913 jusqu'en 1921
- avec Myrtle Reeves (1897-1983) du 24 novembre 1921 jusqu'au 18 mai 1937
- avec Virginie Lucille Jones (1909-1986) du 7 mars 1940 jusqu'à son décès le 7 août 1957.

Il n'a pas eu d'enfant.
Oliver Hardy était franc-maçon. Il était membre du Salomon Lodge à Jacksonville en Floride.

### Mort
Oliver Hardy subit une crise cardiaque légère en mai 1954. Il commence à prendre soin de sa santé pour la première fois de sa vie. Il perd plus de 68 kg en quelques mois, ce qui change complètement son apparence.
Il subit un grave accident vasculaire cérébral le 14 septembre 1956, ce qui le confine au lit et l'empêche de parler pendant plusieurs mois. Il reste à la maison sous la garde de son épouse Lucille.
Après avoir subi deux autres accidents vasculaires cérébraux au début du mois d'août 1957, il sombre dans le coma et meurt d'une thrombose cérébrale le 7. Il est inhumé au Pierce Brothers Valhalla Memorial Park and Mortuary à Los Angeles en Californie.

## Filmographie
Oliver Hardy a tourné dans près de 400 films courts, moyens et longs métrages.

### Année1914
- Outwitting Dad (CM) : Reggie Kewp (comme O.N. Hardy)
- Casey's Birthday (CM) : A Policeman (comme Babe Hardy)
- Building a Fire (CM) : Policeman (comme Babe Hardy)
- He Won a Ranch (CM) : A Cowboy (comme Babe Hardy)
- The Particular Cowboys (CM) : A Cowboy (comme Babe Hardy)
- For Two Pins (CM) : A Policeman (comme Babe Hardy)
- A Tango Tragedy (CM) (comme Babe Hardy)
- A Brewerytown Romance (CM) : Cassidy (comme Babe Hardy)
- The Female Cop (CM) : Boob Cop (comme Babe Hardy)
- Good Cider (CM) : Hiram (comme Babe Hardy)
- Long May It Wave (CM) : The King (comme Babe Hardy)
- Who's Boss? (CM) (comme Babe Hardy)
- His Sudden Recovery (CM) : Mr. Jones (comme Babe Hardy)
- The Kidnapped Bride (CM) : Daniel Cassidy (comme Babe Hardy)
- Worms Will Turn (CM) : A Policeman (comme Babe Hardy)
- The Rise of the Johnsons (CM) : The Grocery Man
- He Wanted Work (CM) : The Foreman (comme Babe Hardy)
- They Bought a Boat (CM) : Cabin Boy (comme Babe Hardy)
- Back to the Farm (CM) (comme Babe Hardy)
- Making Auntie Welcome (CM) : Grocery Boy (comme Babe Hardy)
- The Green Alarm (CM) : Mike (comme O.N. Hardy)
- Never Too Old (CM) : Phil (comme Babe Hardy)
- Embrasse-moi idiot (CM) : Traffic Cop (comme Babe Hardy)
- Pins Are Lucky (CM) : Peter Pelton (comme O.N. Hardy)
- Jealous James (CM) : Grocery Boy (comme Babe Hardy)
- When the Ham Turned (CM) : Bartender (comme Babe Hardy)
- The Smuggler's Daughter (CM) : Gwendolyn's Father (comme Babe Hardy)
- She Married for Love (CM) : An Onlooker (comme Babe Hardy)
- The Soubrette and the Simp (CM) : Fred, the Simp (comme Babe Hardy)
- The Honor of the Force (CM) : Fattie (comme Babe Hardy)
- Kidnapping the Kid (CM) : Willie Gold (comme Babe Hardy)
- She Was the Other (CM) : Cutie (comme Babe Hardy)
- The Daddy of Them All (CM) : Peitzheimer (comme Babe Hardy)
- Mother's Baby Boy (CM) : Percival Pilkins (comme Babe Hardy)
- The Servant Girl's Legacy (CM) : Cy (comme Babe Hardy)
- He Wanted His Pants (CM) : A Cop (comme Babe Hardy)
- Dobs at the Shore (CM) : Meggie Heckla (comme Babe Hardy)
- The Fresh Air Cure (CM) : Morris Silverstein (comme Babe Hardy)
- Weary Willie's Rags (CM) : Hotel Clerk (comme Babe Hardy)

### Année1915
- The Tramps
- What He Forgot (CM) (comme Babe Hardy)
- They Looked Alike (CM) : Pedestrian (comme Babe Hardy)
- Spaghetti a la Mode Cook (comme Babe Hardy)
- Gus and the Anarchists (CM) : Tom Dreck (comme Babe Hardy)
- Cupid's Target (CM) : Bob (comme Babe Hardy)
- Shoddy the Tailor (CM) : Policeman (comme Babe Hardy)
- The Prize Baby (CM) : Bill, the Prize Baby (comme Babe Hardy)
- An Expensive Visit (CM) : Jack
- Cleaning Time (CM) : John Herringbone (comme Babe Hardy)
- Mixed Flats (CM) : Bob White
- Safety Worst (CM) : Bill Jones (comme Babe Hardy)
- The Twin Sister (CM) : Bill Bolt
- Who Stole the Doggies? (CM) : Murphy, the Cop
- Baby (CM)
- A Lucky Strike (CM) : Bill Myers
- Matilda's Legacy (CM) : Fatty Waite
- Capturing Bad Bill (CM) : Member of the posse (comme Babe Hardy)
- Her Choice (CM) (comme Babe Hardy)
- The Cannibal King (CM) : Willie (comme Babe Hardy)
- It May Be You (CM) : Paul Simmons (comme O.N. Hardy)
- What a Cinch (CM) : Chief Myers (comme Babe Hardy)
- Poor Baby (CM) : Matilda's sweetheart (comme O.N. Hardy)
- Not Much Force (CM) : City Councilman (comme O.N. Hardy)
- Food for Kings and Riley (CM) : Servant (comme O.N. Hardy)
- The Dead Letter (CM) : Mateo (comme Babe Hardy)
- Clothes Make the Man (CM) : Rastus (comme O.N. Hardy)
- The Haunted Hat (CM) (comme Babe Hardy)
- Avenging Bill (CM) : Bill, the Grocer's Boy (comme Babe Hardy)
- The Simp and the Sophomores (CM) : Professor Arm. Strong (comme O.N. Hardy)
- Babe's School Days (CM) : Ikie Ikestein (comme Babe Hardy)
- The New Adventures of J. Rufus Wallingford (CM) (comme O.N. Hardy)
- Ethel's Romeos (CM) : Jake Stimpson (comme Babe Hardy)
- Fatty's Fatal Fun (CM) : Fatty (comme Babe Hardy)
- The Crazy Clock Maker (CM) (comme Babe Hardy)
- Something in Her Eye (CM) : l'épicier (comme Babe Hardy)
- The Midnight Prowlers (CM) (comme Babe Hardy)
- Love, Pepper and Sweets (CM) (comme Babe Hardy)
- A Janitor's Joyful Job (CM) : Melinda Rousseau (comme Babe Hardy)
- Strangled Harmony (CM) (comme Babe Hardy)
- Speed Kings (CM) (comme Babe Hardy)
- Mixed and Fixed (CM) (comme Babe Hardy)
- Ups and Downs (CM) : Shifty Mike (comme Babe Hardy)

### Année1916
- This Way Out (CM) : Plump (comme Babe Hardy)
- Chickens (CM) (comme Babe Hardy)
- Frenzied Finance (CM) (comme Babe Hardy)
- A Special Delivery (CM) : Plump (comme Babe Hardy)
- Busted Hearts (CM) (comme Babe Hardy)
- A Sticky Affair (CM) : Plump (comme Babe Hardy)
- Bungles' Rainy Day (CM) (comme Babe Hardy)
- One Too Many (CM) : Plump (comme Babe Hardy)
- Bungles Enforces the Law (CM) (comme Babe Hardy)
- The Serenade (CM) : Plump (comme Babe Hardy)
- The Artist's Model (CM) (non confirmé)
- Bungles' Elopement (CM) (comme Babe Hardy)
- Nerve and Gasoline (CM) : Plump (comme Babe Hardy)
- Bungles Lands a Job (CM) (comme Babe Hardy)
- Their Vacation (CM) : Plump (comme Babe Hardy)
- Mamma's Boys (CM) : Plump (comme Babe Hardy)
- The Battle Royal (CM) : Plump (comme Babe Hardy)
- All for a Girl (CM) : Plump (comme Babe Hardy)
- Hired and Fired (CM) (comme Babe Hardy)
- What's Sauce for the Goose (CM) : Mr. Boob Plump (comme Babe Hardy)
- The Brave Ones (CM) : Plump (comme Babe Hardy)
- The Water Cure (CM) : Plump (comme Babe Hardy)
- Thirty Days (CM) : Plump (comme Babe Hardy)
- Baby Doll (CM) : Plump (comme Babe Hardy)
- The Schemers (CM) : Plump (comme Babe Hardy)
- Sea Dogs (CM) : Plump (comme Babe Hardy)
- Hungry Hearts (CM) : Plump (comme Babe Hardy)
- Never Again (CM) : Plump (comme Babe Hardy)
- The Lottery Man Maggie Murphy
- Better Halves (CM) : Plump (comme Babe Hardy)
- Edison Bugg's Invention (CM) : The Chief (comme Babe Hardy)
- A Day at School (CM) : Plump (comme Babe Hardy)
- A Terrible Tragedy (CM) : Markoff (comme Babe Hardy)
- Spaghetti (CM) : Plump (comme Babe Hardy)
- Aunt Bill (CM) : Plump (comme Babe Hardy)
- The Heroes (CM) : Plump (comme Babe Hardy)
- It Happened in Pikesville (CM) : Jiggs (comme Babe Hardy)
- Human Hounds (CM) : Plump (comme Babe Hardy)
- Dreamy Knights (CM) : Plump (comme Babe Hardy)
- Life Savers (CM) : Plump (comme Babe Hardy)
- Their Honeymoon (CM) : Plump (comme Babe Hardy)
- The Try Out (CM) (comme Babe Hardy)
- An Aerial Joyride (CM) : Plump
- Sidetracked (CM) : Plump (comme Babe Hardy)
- Stranded (CM) : Plump (comme Babe Hardy)
- Love and Duty (CM) : Pvt. Plump (comme Babe Hardy)
- The Reformers (CM) : Plump (comme Babe Hardy)
- Royal Blood (CM) : Plump (comme Babe Hardy)
- The Candy Trail (CM) : Plump (comme Babe Hardy)
- The Precious Parcel (CM) : Plump (comme Babe Hardy)
- A Maid to Order (CM) : Plump (comme Babe Hardy)
- Twin Flats (CM) : Babe (comme Babe Hardy)
- A Warm Reception (CM) : Babe (comme Babe Hardy)
- Pipe Dreams (CM) : Babe (comme Babe Hardy)
- Mother's Child (CM) : Babe (comme Babe Hardy)
- Prize Winners (CM) : Babe (comme Babe Hardy)
- Ambitious Ethel (CM) (comme Babe Hardy)
- The Guilty Ones (CM) : Babe (comme Babe Hardy)
- He Winked and Won (CM) : Babe (comme Babe Hardy)
- He Went and Won (CM) (comme Babe Hardy)
- Fat and Fickle (CM) : Babe (comme Babe Hardy)

### Année1917
- The Modiste (CM) (comme Babe Hardy)
- Terrible Kate (CM) (non confirmé)
- Little Nell (CM) (comme Babe Hardy)
- His Movie Mustache (CM) (non confirmé)
- The Boycotted Baby (CM) : Babe (comme Babe Hardy)
- The Love Bugs (CM) : Babe (comme Babe Hardy) (+ réalisation)
- Bad Kate (CM) (non confirmé)
- The Other Girl (CM) : Babe (comme Babe Hardy)
- A Mix Up in Hearts (CM) (comme Babe Hardy)
- This Is Not My Room (CM) (non confirmé)
- Wanted - A Bad Man (CM) (comme Babe Hardy)

### King Bee Studios
- 1917 : Back Stage d'Arvid E. Gillstrom (CM) (comme Babe Hardy)
- 1917 : The Hero d'Arvid E. Gillstrom (CM) : The Hero's Rival (comme Babe Hardy)
- 1917 : Dough Nuts d'Arvid E. Gillstrom (CM) : Babe, the chef (comme Babe Hardy)
- 1917 : Cupid's Rival d'Arvid E. Gillstrom (CM) : Poor Artist (comme Babe Hardy)
- 1917 : The Villain d'Arvid E. Gillstrom (CM) : Babe (comme Babe Hardy)
- 1917 : The Millionaire d'Arvid E. Gillstrom (CM) : The mother-in-law (comme Babe Hardy)
- 1917 : The Goat d'Arvid E. Gillstrom (CM) : His Neighbor (comme Babe Hardy)
- 1917 : The Fly Cop d'Arvid E. Gillstrom (CM) : Proprietor (comme Babe Hardy)
- 1917 : The Chief Cook d'Arvid E. Gillstrom (CM) : Babe (comme Babe Hardy)
- 1917 : The Candy Kid d'Arvid E. Gillstrom (CM) (comme Babe Hardy)
- 1917 : The Hobo d'Arvid E. Gillstrom (CM) : Harold (comme Babe Hardy)
- 1917 : The Pest d'Arvid E. Gillstrom (CM) (comme Babe Hardy)
- 1917 : The Band Master d'Arvid E. Gillstrom (CM) (comme Babe Hardy)
- 1917 : The Slave d'Arvid E. Gillstrom (CM) : The Sultan of Bacteria
- 1918 : The Stranger d'Arvid E. Gillstrom (CM) : Oliver, the saloonkeeper
- 1918 : Bright and Early de Charley Chase (CM) : The Boss (comme Babe Hardy)
- 1918 : The Rogue d'Arvid E. Gillstrom (CM) : le propriétaire du café
- 1918 : His Day Out d'Arvid E. Gillstrom (CM) : Ollie
- 1918 : The Orderly d'Arvid E. Gillstrom (CM) (comme Babe Hardy)
- 1918 : The Scholar d'Arvid E. Gillstrom (CM) (comme Babe Hardy)
- 1918 : The Messenger d'Arvid E. Gillstrom (CM) (comme Babe Hardy)
- 1918 : The Handy Man de Charley Chase (CM) (comme Babe Hardy)
- 1918 : The Straight and Narrow (en) de Charley Chase (CM) : His former cellmate (comme Babe Hardy)
- 1918 : Playmates de Charley Chase (CM) : Kid (comme Babe Hardy)
- 1918 : Beauties in Distress (en) de Charley Chase (CM) (comme Babe Hardy)

### L-KO Kompany
- 1918 : Business Before Honesty de Charley Chase (CM) : The Blind Man (comme Babe Hardy)
- 1918 : Hello Trouble (en) de Charley Chase (CM) : A devoted husband (comme Babe Hardy)
- 1918 : Painless Love de Charley Chase (CM) : Dr. Hurts (comme Babe Hardy)
- 1918 : The King of the Kitchen (en) de Frank Griffin (CM) : A German customer (comme Babe Hardy)
- 1918 : He's in Again de Charley Chase (CM) : Head Waiter (comme Babe Hardy)
- 1919 : Hop, the Bellhop (en) de Charley Chase (CM) : Solomon Soop (comme Babe Hardy)
- 1919 : The Freckled Fish (en) de Joseph Le Brandt (CM) : Solomon Soopmeat (comme Babe Hardy)
- 1919 : Lions and Ladies de Frank Griffin (CM) (comme Babe Hardy)
- 1919 : Hearts in Hock (en) de Charley Chase (CM) (comme Babe Hardy)

### Vitagraph Company of America (et productions de Larry Semon)
Aux côtés de Jimmy Aubrey et Larry Semon, la plupart du temps crédité comme Babe Hardy.
- 1919 : Soapsuds and Sapheads (en) de J.A. Howe (CM) : Foreman
- 1919 : Jazz and Jailbirds (en) de J.A. Howe (CM) : I.M. Ruff
- 1919 : Mules and Mortgages (en) de J.A. Howe (CM) : Strongarm
- 1919 : Tootsies and Tamales (en) de Noel M. Smith (CM) : The Murderous Mexican
- 1919 : Healthy and Happy (en) de Noel M. Smith (CM) : Doctor
- 1919 : Flips and Flops (en) de Gilbert Pratt (CM) : Mr. Jipper
- 1919 : Yaps and Yokels (en) de Noel M. Smith (CM) : The Hired Hand
- 1919 : Mates and Models (en) de Noel M. Smith (CM) : A Nutty Artist
- 1919 : Dull Care de Larry Semon (CM) : A Janitor
- 1919 : Squabs and Squabbles (en) de Noel M. Smith (CM) : The Boss
- 1919 : Bungs and Bunglers (en) de Noel M. Smith (CM) : Al K. Hall- Jimmy Aubrey -
- 1919 : The Head Waiter (en) de Larry Semon (CM) : A Cop
- 1919 : Switches and Sweeties (en) de Noel M. Smith (CM) :- Jimmy Aubrey -
- 1920 : Dames and Dentists (en) de Noel M. Smith (CM) :
- 1920 : Maids and Muslin (en) de Noel M. Smith (CM) : Mr. Yards
- 1920 : Squeaks and Squawks (en) de Noel M. Smith (CM) : The Landlord
- 1920 : Distilled Love de Vin Moore, Richard Smith (CM) : Mr. Peeble Ford (dans une production Reelcraft Pictures)
- 1920 : Fists and Fodder (en) de Jess Robbins (CM) : Her Father
- 1920 : Pals and Pugs (en) de Jess Robbins (CM) : A bully
- 1920 : He Laughs Last (en) de Jess Robbins (CM) : Handsome Hal
- 1920 : Springtime (en) de Jess Robbins (CM) : The Commissioner
- 1920 : The Decorator de Jess Robbins (CM) : Babe, a millionaire
- 1920 : Zigoto garçon de théâtre (The Stage Hand) de Larry Semon et Norman Taurog (CM) : audience member (non crédité)
- 1920 : Married to Order de Charley Chase (CM) : le père de Rose
- 1920 : The Trouble Hunter (en) de Jess Robbins (CM) : The Bouncer
- 1920 : The Backyard de Jess Robbins (CM) : The ruffian
- 1920 : His Jonah Day (en) de Jess Robbins (CM) : The life saver
- 1920 : The Mysterious Stranger de Jess Robbins (CM) : Toreador
- 1921 : The Nuisance (en) de Jess Robbins (CM) : The walrus
- 1921 : The Blizzard de Jess Robbins (CM) : Janitor
- 1921 : Zigoto boulanger (The Bakery) de Larry Semon et Norman Taurog (CM) : Foreman
- 1921 : Zigoto encaisseur (The Rent Collector) de Larry Semon et Norman Taurog (CM) : The Big Boss
- 1921 : The Tourist de Jess Robbins (CM) : Leader of the outlaws
- 1921 : The Fall Guy de Larry Semon et Norman Taurog (CM) : Gentleman Joe, alias Black Bart
- 1921 : The Bell Hop de Larry Semon et Norman Taurog (CM) : Hotel manager
- 1921 : Le Veinard (The Lucky Dog) de Jess Robbins (CM) : le bandit masqué (premier film aux côtés de Stan Laurel)
- 1922 : The Sawmill de Larry Semon et Norman Taurog (CM) : The foreman
- 1922 : The Show de Larry Semon et Norman Taurog (CM) : Stage manager/Audience Member
- 1922 : A Pair of Kings de Larry Semon et Norman Taurog (CM) : General Alarm
- 1922 : Golf de Larry Semon et Tom Buckingham (CM) : The neighbor
- 1922 : Fortune's Mask (en) de Robert Ensminger : Chief of Police
- 1922 : Little Wildcat (en) de David Smith : 'Bull' Mulligan
- 1922 : The Agent de Larry Semon et Tom Buckingham (CM) : Don Fusiloil
- 1922 : The Counter Jumper de Larry Semon (CM) : Gaston Gilligan
- 1923 : No Wedding Bells de Larry Semon et Mort Peebles (CM) : The Girl's Father
- 1923 : The Barnyard de Larry Semon (CM) : Farm Hand
- 1923 : The Midnight Cabaret de Larry Semon (CM) : Oliver, an Impetuous Suitor
- 1923 : The Gown Shop de Larry Semon (CM) : Store manager
- 1923 : Lightning Love de Larry Semon et James D. Davis (CM) : Oliver, the Other Suitor
- 1923 : Horseshoes (en) de Larry Semon et James D. Davis (CM) : Dynamite Duffy
- 1924 : Trouble Brewing de Larry Semon et James D. Davis (CM) : Bootlegger
- 1924 : Une biche et quarante chevaux (The Girl in the Limousine), de Larry Semon et Noel M. Smith : Freddie
- 1924 : Her Boy Friend de Larry Semon et Noel M. Smith (CM) : Killer Kid (comme Oliver N. Hardy)
- 1924 : Kid Speed de Larry Semon (CM) : Dangerous Dan McGraw (comme Oliver N. Hardy)
- 1925 : Le Sorcier d'Oz (The Wizard of Oz) de Larry Semon : Woodsman/Knight of the Garter/Farmhand (comme Oliver N. Hardy)

### Divers[4]
- 1925 : Stick Around (en) de Ward Hayes (CM) : Paperhanger (dans une production de Cumberland Productions)
- 1925 : Hey, Taxi! (en) de Ted Burnsten (CM) : A rival taxi driver (dans une production de Cumberland Productions)
- 1925 : Neptune's Stepdaughter de Max Gold (CM) (dans une production de Fox Film Corporation)
- 1925 : Rivals (en) de Ward Hayes (CM) : The Rival (dans une production de Cumberland Productions)
- 1925 : Wild Papa (en) de Nicholas T. Barrows et J.A. Howe (CM) : The model's brother (dans une production de Hal Roach Studios)
- 1925 : Fiddlin' Around (CM) : Theatre manager (dans une production de Cumberland Productions)
- 1925 : Quelle vie ! (Isn't Life Terrible?) de Leo McCarey (CM) : Remington - the Brother-in-Law (dans une production de Hal Roach Studios)
- 1925 : Hop to It! de Ted Burnsten (CM) : A bellhop (dans une production de Cumberland Productions)
- 1925 : The Joke's on You (en) de Ralph Ceder (CM) : Wilbert Perkins (dans une production de Cumberland Productions)
- 1925 : Yes, Yes, Nanette de Clarence Hennecke et Stan Laurel (CM) : Her former sweetheart (dans une production de Hal Roach Studios)
- 1925 : They All Fall (en) de Ralph Ceder (CM) : The boss (dans une production de Cumberland Productions)
- 1925 : Le Mariage de Dudule (Should Sailors Marry?) de James Parrott (CM) : le docteur de l'assurance (dans une production de Hal Roach Studios)
- 1925 : Laughing Ladies de James W. Horne (produit par Hal Roach)
- 1925 : Perds pas tes Dollars ! (The Perfect Clown) de Fred C. Newmeyer : Babe Mulligan (dans une production de Chadwick Pictures Corporation)
- 1926 : Stop, Look and Listen de Larry Semon : Show Manager (dans une production de Larry Semon Production)
- 1926 : A Bankrupt Honeymoon (en) de Lewis Seiler (CM) : A taxi driver (dans une production de Fox Film Corporation)
- 1926 : The Gentle Cyclone (en) de W.S. Van Dyke : Sheriff Bill (dans une production de Fox Film Corporation)

### Hal Roach Studios
- 1926 : Wandering Papas de Stan Laurel (CM) : The foreman (comme Babe Hardy) (sans Stan Laurel)
- 1926 : Madame Mystery de Richard Wallace et Stan Laurel (CM) : Captain Schmaltz (sans Stan Laurel)
- 1926 : Say It with Babies de Fred Guiol (CM) : Hector - the Floorwalker (comme Babe Hardy) (sans Stan Laurel)
- 1926 : Vive le roi (Long Fliv the King) de Leo McCarey (CM) : The Prime Minister's Assistant (sans Stan Laurel)
- 1926 : The Cow's Kimona (en) de Fred Guiol (CM) (sans Stan Laurel)
- 1926 : Un mariage mouvementé (Thundering Fleas) de Robert F. McGowan (CM) : Officer (comme Oliver Babe Hardy) (sans Stan Laurel)
- 1926 : Deux maris, des soucis ! (Along Came Auntie) de Fred Guiol et Richard Wallace (CM) : Mr. Vincent Belcher - the First Husband (sans Stan Laurel)
- 1926 : Crazy Like a Fox de Leo McCarey (CM) : Charley's Victim (non crédité) (sans Stan Laurel)
- 1926 : Bromo and Juliet de Leo McCarey (CM) : Cab Driver (sans Stan Laurel)
- 1926 : Be Your Age de Leo McCarey (CM) : Oswald Schwartzkopple (sans Stan Laurel)
- 1926 : The Nickel-Hopper de F. Richard Jones (CM) : Jazz Band Drummer (non crédité) (sans Stan Laurel)
- 1926 : Scandale à Hollywood (45 minutes from Hollywood) de Fred Guiol (CM) : Hotel Detective
- 1927 : Two-Time Mama de Fred Guiol (CM) : Cop (comme Babe Hardy) (sans Stan Laurel)
- 1927 : Should Men Walk Home? de Leo McCarey (CM) : Party Guest at Punch Bowl (sans Stan Laurel)
- 1927 : Why Girls Say No de Leo McCarey (CM) : Policeman (sans Stan Laurel)
- 1927 : Maison à louer (Duck Soup) de Fred Guiol (CM) : Oliver Hardy / Colonel Buckshot
- 1927 : En plein méli-mélo (Slipping Wives) de Fred Guiol (CM) : Jarvis - the Butler
- 1927 : The Honorable Mr. Buggs de Fred Jackman (CM) : Butler (sans Stan Laurel)
- 1927 : Sans loi (No Man's Law) de Fred Jackman : Sharkey Nye (sans Stan Laurel)
- 1927 : Crazy to Act (en) de Earle Rodney (CM) : Gordon Bagley (sans Stan Laurel)
- 1927 : Un ancien flirt (Love 'Em and Weep) de Fred Guiol (CM) : Judge Chigger
- 1927 : Fluttering Hearts de James Parrott (CM) : Big Bill (sans Stan Laurel)
- 1927 : Baby Brother (en) de Robert A. McGowan et Charles Oelze (CM) : Nursemaid's boy friend (sans Stan Laurel)
- 1927 : Il était un petit navire (Why Girls Love Sailors) de Fred Guiol (CM) : First Mate
- 1927 : Les Gaietés de l'infanterie (With Love and Hisses) de Fred Guiol (CM) : Top Sergeant Banner
- 1927 : Poursuite à Luna-Park (Sugar Daddies) de Fred Guiol (CM) : Brittle's butler
- 1927 : À bord du Miramar (Sailors Beware!) de Fred Guiol (CM) : Purser Cryder
- 1927 : Now I'll Tell One de James Parrott (CM) : Policeman
- 1927 : Les Forçats du pinceau (The Second 100 Years) de Fred Guiol (CM) : Big Goofy
- 1927 : Le Chant du coucou (Call of the Cuckoo) de Clyde Bruckman (CM) : un pensionnaire de l'asile
- 1927 : Plus de chapeau (Hats Off) de Hal Yates (CM) : Oliver Hardy
- 1927 : Love 'Em and Feed 'Em de Clyde Bruckman (CM) : 'Happy' Hopey (sans Stan Laurel)
- 1927 : Les Deux Détectives (Do Detectives Think?) de Fred Guiol (CM) : Sherlock Pinkham
- 1927 : Mon neveu l'Écossais (Putting Pants on Philip) de Clyde Bruckman (CM) : J. Piedmont Mumblethunder
- 1927 : La Bataille du siècle (The Battle of the Century) de Clyde Bruckman (CM) : Manager
- 1928 : Laissez-nous rire (Leave 'Em Laughing) de Clyde Bruckman (CM) : Oliver Hardy
- 1928 : Laurel et Hardy à l'âge de pierre (Flying Elephants) de Frank Butler (CM) : Mighty Giant
- 1928 : Laurel et Hardy constructeurs (The Finishing Touch) de Clyde Bruckman (CM) : Oliver Hardy
- 1928 : Galloping Ghosts de James Parrott (CM) : Meadows, his valet, a.k.a. Officer 13 (sans Stan Laurel)
- 1928 : À la soupe (From Soup to Nuts) de Edgar Kennedy (CM) : Mr. Hardy
- 1928 : Barnum & Ringling, Inc. (en) de Robert F. McGowan (CM) : Startled drunk (sans Stan Laurel)
- 1928 : Ton cor est à toi (You're Darn Tootin’) de Edgar Kennedy (CM) : Oliver Hardy, le joueur de cor
- 1928 : La Minute de vérité (Their Purple Moment) de James Parrott (CM) : Oliver Hardy
- 1928 : Un homme à boue (Should Married Men Go Home?) de James Parrott (CM) : Mr. Hardy
- 1928 : Le Valet casse tout (Early to Bed) de Emmett J. Flynn (CM) : Oliver Hardy
- 1928 : V'là la flotte (Two Tars) de James Parrott (CM) : Oliver Hardy
- 1928 : Habeas Corpus de James Parrott (CM) : Oliver Hardy
- 1928 : On a gaffé (We Faw Down) de Leo McCarey (CM) : Oliver Hardy
- 1929 : Vive la liberté (Liberty) de Leo McCarey (CM) : Oliver Hardy
- 1929 : Y a erreur ! (Wrong Again) de Leo McCarey (CM) : Oliver Hardy
- 1929 : C'est ma femme (That's My Wife) de Lloyd French (CM) : Oliver Hardy
- 1929 : Œil pour œil (Big Business) de James W. Horne et Leo McCarey (CM) : Oliver Hardy
- 1929 : On n'a pas l'habitude (Unaccustomed As We Are) de Lewis R. Foster et Hal Roach(CM) : Oliver Hardy
- 1929 : Son Altesse Royale (Double Whoopee) de Lewis R. Foster (CM) : Oliver Hardy
- 1929 : Places réservées (Berth Marks) de Lewis R. Foster (CM) : Oliver Hardy
- 1929 : Hollywood chante et danse (The Hollywood Revue of 1929) de Charles Reisner : Oliver Hardy
- 1929 : La flotte est dans le lac (Men O'War) de Lewis R. Foster (CM) : Oliver Hardy
- 1929 : Joyeux pique-nique (Perfect Day) de James Parrott (CM) : Oliver Hardy
- 1929 : Ils vont faire boum ! (They Go Boom!) de James Parrott (CM) : Oliver Hardy
- 1929 : Une saisie mouvementée (Bacon Grabbers) de Lewis R. Foster (CM) : Oliver Hardy
- 1929 : Derrière les barreaux (The Hoose-Gow) de James Parrott (CM) : Oliver Hardy
- 1929 : Entre la chèvre et le chou Angora Love) de Lewis R. Foster (CM) : Oliver Hardy
- 1930 : Les Deux Cambrioleurs (Night Owls) de James Parrott (CM) : Oliver Hardy
- 1930 : Ladrones (Ladroni) de James Parrott (CM) : Oliver Hardy
- 1930 : Quelle bringue ! (Blotto) de James Parrott (CM) : Oliver Hardy
- 1930 : La Vida nocturna (Une nuit extravagante) de James Parrott (CM) : Oliver Hardy
- 1930 : Les Bons petits diables (Brats / Gluckliche Kindheit) de James Parrott (CM) : Oliver Sr. / Oliver Jr.
- 1930 : En dessous de zéro (Below Zero) de James Parrott (CM) : Oliver Hardy
- 1930 : Tiembla y titubea de James Parrott (CM) : Oliver Hardy
- 1930 : Le Chant du Bandit (The Rogue Song) de Lionel Barrymore : Murza-Bek
- 1930 : Les Bricoleurs (Hog Wild / Radiomanía / Pêle-mêle) (CM) : Oliver Hardy
- 1930 : La Maison de la peur (The Laurel-Hardy Murder Case) de James Parrott (CM) : Oliver Hardy
- 1930 : Noche de duendes (Feu mon oncle / Spuk um Mitternacht) de James Parrott (CM) : Oliver Hardy
- 1930 : Drôles de locataires (Another Fine Mess) de James Parrott (CM) : Oliver Hardy
- 1931 : Drôles de bottes (Be Big!) de James W. Horne (CM) : Oliver Hardy
- 1931 : Les Carottiers de James W. Horne (CM) : Oliver Hardy
- 1931 : Los Calaveras de James W. Horne (CM) : Oliver Hardy
- 1931 : Quand les poules rentrent au bercail (Chickens Come Home) de James W. Horne (CM) : Mr. Oliver Hardy
- 1931 : Politiquerías de James W. Horne (CM) : Mr. Oliver Hardy
- 1931 : Les Bijoux volés (The Stolen Jools ou The Slippery Pearls) de William C. McGann (CM) : Police Driver
- 1931 : Laughing Gravy (Laughing Gravy) de James W. Horne (CM) : Oliver Hardy
- 1931 : Justes Noces (Our Wife) de James W. Horne (CM) : Oliver Hardy
- 1931 : Sous les verrous (Pardon US) de James Parrott : Oliver Norval Hardy
- 1931 : De bote en bote (Sous les verrous / Muraglie / Hinter Schloss und Riegel) de James Parrott : Oliver Norval Hardy
- 1931 : Toute la vérité (Come Clean) de James W. Horne (CM) : Oliver Hardy
- 1931 : Laurel et Hardy campeurs (One Good Turn) de James W. Horne (CM) : Oliver Hardy
- 1931 : Les Deux Légionnaires (Beau Hunks) de James W. Horne (CM) : Oliver Hardy
- 1931 : On the Loose de Hal Roach (CM) : New Suitor (non crédité) (caméo)
- 1932 : Aidons-nous ! (Helpmates) de James Parrott (CM) : Ollie
- 1932 : Stan boxeur (Any Old Port!) de James W. Horne (CM) : Ollie
- 1932 : Choo-Choo! (en) de Robert F. McGowan (CM) : un vendeur ivre hurlant et se faisant lécher le visage par un ours (voix) (sans Stan Laurel)
- 1932 : Livreurs, sachez livrer ! (The Music Box) de James Parrott (CM) : Ollie
- 1932 : Prenez garde au lion (The Chimp) de James Parrott (CM) : Ollie
- 1932 : Maison de tout repos (County Hospital) de James Parrott (CM) : Ollie
- 1932 : Les Deux Vagabonds (Scram!) de Ray McCarey (CM) : Mr. Hardy
- 1932 : Les Sans-soucis (Pack Up Your Troubles) de George Marshall et Ray McCarey : Ollie
- 1932 : Laurel et Hardy bonnes d'enfants (Their First Mistake) de George Marshall (CM) : Ollie
- 1932 : Marchands de poisson (Towed in a Hole) de George Marshall (CM) : Ollie
- 1933 : Les Joies du mariage (Twice Two) de James Parrott (CM) : Oliver Hardy / Mrs. Fanny Laurel
- 1933 : Les Deux Flemmards (Me and My Pal) de Charley Rogers et Lloyd French (CM) : Oliver Hardy
- 1933 : Fra Diavolo (The Devil's Brother) de Hal Roach et Charley Rogers : Ollio
- 1933 : Laurel et Hardy policiers (The Midnight Patrol) de Lloyd French (CM) : Officer Oliver Hardy
- 1933 : Laurel et Hardy menuisiers (Busy Bodies) de Lloyd French (CM) : Ollie
- 1933 : Wild Poses de Robert F. McGowan (CM) : Baby
- 1933 : Les Ramoneurs (Dirty Work) de Lloyd French (CM) : Oliver Hardy
- 1933 : Les Compagnons de la nouba (Sons of the desert) de William A. Seiter: Oliver Hardy
- 1934 : Gai, gai, marions-nous (Oliver the Eighth) de Lloyd French (CM) : Oliver Hardy
- 1934 : Hollywood Party : Oliver Hardy
- 1934 : Les Jambes au cou (Going Bye-Bye!) de Charley Rogers (CM) : Oliver Hardy
- 1934 : Les Joyeux Compères (Them Thar Hills) de Charley Rogers (CM) : Oliver Hardy
- 1934 : Le Bateau hanté (The Live Ghost) de Charley Rogers](CM) : Oliver Hardy
- 1934 : Un jour une bergère (Babes in Toyland) de Gus Meins et Charley Rogers : Oliver Hardy
- 1935 : Laurel et Hardy électriciens (Tit for Tat) de Charley Rogers (CM) : Oliver Hardy
- 1935 : Les Rois de la gaffe (The Fixer Uppers) de Charley Rogers (CM) : Oliver Hardy
- 1935 : Qui dit mieux ? (Thicker Than Water) de James W. Horne (CM) : Oliver Hardy
- 1935 : Bons pour le service (Bonnie Scotland) : Oliver Hardy
- 1936 : La Bohémienne (The Bohemian Girl) de James W. Horne : Oliver Hardy
- 1936 : En vadrouille (On the Wrong Treck) de Harold Law (CM) : simple cameo (autostoppeur)
- 1936 : C'est donc ton frère (Our Relations) de Harry Lachman : Oliver Hardy / Bert Hardy
- 1937 : Laurel et Hardy au Far-West (Way Out West) de James W. Horne : Oliver Hardy
- 1937 : On demande une étoile (Pick a Star) de Edward Sedgwick : Oliver Hardy
- 1938 : Les montagnards sont là (Swiss Miss) de John G. Blystone et Hal Roach : Oliver Hardy
- 1938 : Têtes de pioche (Block-Heads) de John G. Blystone : Oliver Hardy
- 1939 : Deux bons copains (Zenobia) de Gordon Douglas : Dr. Henry Tibbett (sans Stan Laurel)
- 1939 : Laurel et Hardy conscrits (The Flying Deuces) de A. Edward Sutherland : Oliver Hardy
- 1940 : Les As d'Oxford (A chump at oxford) de Alfred J. Goulding : Oliver Hardy
- 1940 : Laurel et Hardy en croisière (Saps at Sea) de Gordon Douglas : Oliver Hardy
- 1941 : Quel pétard ! (Great Guns) de Monty Banks : Oliver Hardy
- 1942 : Fantômes déchaînés (A-Haunting We Will Go) de Alfred L. Werker : Oliver Hardy
- 1943 : Laurel et Hardy chefs d'îlot (Air Raid Wardens) de Edward Sedgwick : Oliver Hardy
- 1943 : Les Rois de la blague (Jitterbugs) de Malcolm St. Clair : Oliver Hardy
- 1943 : Maîtres de ballet (The Dancing Masters) de Malcolm St. Clair : Oliver Hardy
- 1944 : Le Grand Boum (The Big Noise) de Malcolm St. Clair : Oliver Hardy
- 1944 : Les Cuistots de sa majesté (Nothing But Trouble) de Sam Taylor : Oliver Hardy
- 1945 : Laurel et Hardy toréadors (The Bullfighters) de Malcolm St. Clair et Stan Laurel : Oliver Hardy
- 1949 : Le Bagarreur du Kentucky (The Fighting Kentuckian) de George Waggner : Willie Paine (sans Stan Laurel)
- 1950 : Jour de chance (Riding High) de Frank Capra : Sucker (non crédité) (sans Stan Laurel)
- 1951 : Atoll K de Léo Joannon : Oliver Hardy

## Postérité
John C. Reilly tient le rôle d'Oliver Hardy dans Stan et Ollie (Stan & Ollie), film biographique américano-britannico-canadien réalisé par Jon S. Baird, sorti en 2018 et évoquant la fin de carrière du duo Laurel et Hardy.